# Brienner 45

Zentrale Videowand des Kunst-am-Bau-Werks am NS-Dokumentationszentrum München

Brienner 45 ist der Titel eines Kunst-am-Bau-Werkes der Brüder Benjamin Heisenberg und Emanuel Heisenberg sowie Elisophie Eulenburg für das NS-Dokumentationszentrum. Die Arbeit wurde im April 2015 fertiggestellt und ist permanent installiert. Der Titel bezieht sich auf die Adresse des „Braunen Hauses“, der ehemaligen Parteizentrale der Nationalsozialistischen Partei NSDAP in München.

## Die Arbeit
Im Zentrum der Arbeit stehen filmische Text-Bild-Kollagen zu Schlüsseldokumenten aus der Zeit des Nationalsozialismus. Die Filme werden auf einer Installation von Monitoren im Außenraum rund um das NS-Dokumentationszentrum gezeigt. Die Textpassagen sind Originaldokumente von Tätern und Opfern. Sie geben Sichtweisen von bekannten und unbekannten Akteuren der NS-Zeit wieder und stehen teilweise in Bezug zum Ausstellungsort, dem ehemaligen „Braunen Haus“ in München, auf dessen Adresse sich der Name der Ausstellung „Brienner 45“ bezieht.

Monitore an der Hauswand zur Briennerstrasse am NS-Dokumentationszentrum München

Monitore am Vorplatz des NS-Dokumentationszentrum München

Monitor am Sockel des Ehrendenkmals am NS-Dokumentationszentrum München

Die Kurzfilme des Kunstwerks basieren auf Texten wie dem Jäger-Bericht oder dem Abschiedsbrief des 14-jährigen Jungen Chaijm, der im Zaun eines Konzentrationslagers gefunden wurde. Sie zeichnen mögliche Umrisse der Zivilisationskatastrophe des Dritten Reiches. Die Dokumente sind in Filmen von 3–6 Minuten Länge verarbeitet worden. Jedem Wort wurde ein Bild zugeordnet, das die Bedeutung des Wortes illustriert. Im Schnitt wurden die Wort-Bild-Paare im Rhythmus langsam gesprochener Sprache aneinandergereiht, so dass der Text gelesen und die Bilder parallel wahrgenommen werden können. Die Monitore, auf denen die Kurzfilme zu sehen sind, sind einzeln und in Gruppen rund um das NS-Dokumentationszentrum gruppiert.

## Geschichte des Kunstwettbewerbs
2012 lud das Kulturreferat der Landeshauptstadt München zehn Künstler dazu ein, sich im Rahmen eines internationalen Kunstwettbewerbs mit dem NS-Dokumentationszentrum (München) auseinanderzusetzen und ein Konzept für ein „Kunst am Bau-Projekt“ für den Neubau des NS-Dokumentationszentrums an der Brienner Straße zu entwickeln. Der Kunstwettbewerb trug den Titel „Ursachen für den Aufstieg des Nationalsozialismus in München – Folgen für Gegenwart und Zukunft“. Arnold Dreyblatt, Peter Götz und Elisabeth Lukas-Götz, Benjamin Heisenberg und Emanuel Heisenberg, Wolfram P. Kastner, Deimantas Narkevičius, Sigrid Sigurdsson, Taryn Simon, Georg Soanca-Pollak und Timm Ulrichs beteiligten sich an der Ausschreibung.
Das künstlerische Spektrum der Beiträge umfasste Installationen und skulpturale Entwürfe, darunter Arbeiten mit stark konzeptionellem und prozessualem Charakter. Im Zuge des Wettbewerbs fanden neben einem Künstlerkolloquium auch zwei Workshops mit Münchner Jugendlichen statt. Dabei hatten die teilnehmenden Künstler Gelegenheit, mit den Jugendlichen über Fragen der künstlerischen Auseinandersetzung mit dem Nationalsozialismus zu diskutieren.
In der Jury waren stimmberechtigt: der Kulturreferent der Stadt, ehrenamtliche Stadträte, der Vorsitzende des Politischen Beirats des Dokumentationszentrum und je ein Vertreter des Bayerischen Staatsministeriums für Unterricht und Kultus und der planenden Architekten. Beratend wurden hinzugezogen: Helmut Friedel (Direktor Städtische Galerie im Lenbachhaus),  Susanne Gaensheimer (Direktorin Museum für Moderne Kunst, Frankfurt am Main),  Cornelia Gockel (Vorsitzende der Kommission für Kunst am Bau und im öffentlichen Raum), Gerhard Hirschfeld (Universität Stuttgart), Romuald Karmakar (Regisseur), Merith Niehuss (Präsidentin der Universität der Bundeswehr München und Vorsitzende des wissenschaftlichen Beirats des Dokumentationszentrums), Stella Rollig (Direktorin Lentos Kunstmuseum Linz).
Die Jury kürte den Beitrag der Brüder Benjamin Heisenberg, Emanuel Heisenberg und Elisophie Eulenburg zum Siegerentwurf. Der Entwurf von Peter Götz und Elisabeth Lukas-Götz erhielt eine lobende Erwähnung. Am künstlerischen Ansatz der Brüder Heisenberg überzeugte die innovative Erzählform der Wort-Bild-Collagen, „die bei hohem intellektuellen Anspruch auch eine starke emotionale Wirkung entfaltet“, so die Jury in ihrer Begründung. „Den Künstlern gelingt es, Wahrnehmung und Bewusstsein des Betrachters im positiven Sinne zu „stören“. Die Umsetzung bricht bewusst Bedeutungsebenen auf. Diese produktive Irritation gewohnter Denk- und Sichtweisen zwingt den Betrachter, neu an das Thema heranzugehen.“ Der Kulturausschuss des Münchner Stadtrats folgte der Empfehlung und beschloss am 13. Dezember 2012 einstimmig, die mediale Installation der Brüder Heisenberg im Umgriff des NS-Dokumentationszentrum (München) zu realisieren.
Die Arbeit wurde gemeinsam mit dem NS-Dokumentationszentrum am 30. April 2015 eröffnet und ist seit dem Folgetage öffentlich zugänglich.